# Птахолюб
Птахолюб (англ. The Bird Lover, також відомий як англ. The Prince as Bird) — тип оповідної структури у фольклорі, № 432 у системі класифікації Арне–Томпсона. У типовій версії історії жінка знаходить коханця-птахолюба — аристократа в образі птаха, який отримує поранення в пастці, влаштованій чоловіком жінки, наприклад, у вигляді набору гострого вістря, встановлених за вікном жінки. Вона йде по сліду пораненого птаха, лікує його, а потім бере з ним шлюб.
У французькій науці цей тип часто називають l'oiseau bleu або «Блакитний птах», названий так за казкою мадам д'Онуа.

## Витоки
Фольклорист Джек Гейні простежив витоки цього типу казок у Франції та Німеччині в Середньовіччі.
Приклад цього мотиву можна знайти в одному з творів Марії де Франс «Йонек», хоча сюжет розвивається дещо по-іншому: замість щасливого кінця, сюжет закінчується трагедією. «Витончену раціоналізацію» цього типу можна знайти в «Ланселоті, або Лицарі Воза» Кретьєна де Труа, де Ланселот з'являється біля заґратованого вікна Гвіневри та порізає собі пальці, відгинаючи грати назад.
Шведський дослідник Вальдемар Люнґманн також вказував на «Йонека» як на попередника казкового типу. Однак він також зазначав, що в казках «пізнішої традиції», особливо з Індії та Персії, коханий приходить до героїні в образі птаха, і в зв'язку з цим наводив казку про «Короля Папугу» з турецької версії «Історії сімох мудреців» XV століття.

## Огляд
Деякі варіанти можуть починатися схожими на тип АТУ 425C, «Красуня і Чудовисько»: третя дочка просить у свого батька сувенір, що належить Пташиному принцу, щоб зв’язатися з ним. В інших казках героїня опиняється у пастці у високій вежі, куди може потрапити лише принц у пташиному образі. Яким би не був початок казки, коханий героїні в пташиній подобі врешті-решт отримує поранення від лез, шматочків скла чи колючок, залишених сестрами героїні. Пташиний принц зникає у своєму королівстві, а героїня вирушає за ним, щоб вилікувати його рани.
Деякі дослідники (наприклад, Ян-Ойвінд Сван, Ауреліо Македоніо Еспіноза-старший, Георгіос Мегас) визнають незалежність цього оповідання, але стверджують, що воно може бути підтипом більш загального типу оповіді ATU 425, «Пошук загубленого чоловіка» через їхню близькість, наприклад, у мотивах і в пошуках героїні свого втраченого надприродного чоловіка.

### Мотиви
За словами Самії Аль-Ажарії Джан, «у всіх арабських варіантах» пташиний принц наражається на смертельну небезпеку через використання скла.
У свою чергу, згідно з Георгіосом А. Мегасом, «характерні мотиви» цього типу включають героїню, яка підслуховує розмову між двома істотами (тваринами, такими як птахи та лисиці) або двома ограми про лікування принца, героїня вбиває істот (оскільки частини їхнього тіла використовуються в лікуванні), і героїня просить у принца речі як нагороду (перстень або рушник).

#### Подарунки для героїні
У статті в Enzyklopädie des Märchens фольклористка Крістін Ґольдберґ відзначила безліч предметів, які героїня просить у батька у варіантах казки: перо, рослину чи гілку, а також дзеркало, скрипку чи книгу. В індійських варіантах героїня вимовляє «Sobur» («Зачекай»), що її батько приймає за предмет. У тому ж ключі Самія Аль Ажарія Джан заявила, що в арабських варіантах героїня просить у свого батька предмет із дивною назвою, який також є ім'ям Пташиного принца.

## Розподіл
Гейні заявив, що цей тип казок отримав «всесвітнє поширення».
За словами професорів Стіта Томпсона, Піно Сааведра, Анни Ангелопулу та Айгл Броскоу, цей тип казки «особливо популярний» у середземноморських країнах, зокрема на Піренейському півострові та в Греції. У тому ж дусі професор Крістіан Абрі заявив, що цей тип казки є «частим» (fréquent) в Італії.
Фольктип АТУ 432 також присутній у фольклорі Латинської Америки, наприклад, у Чилі (Принц-папуга). Подальші варіанти зустрічаються в Канаді та Нью-Мексико.
У Typen türkischer Volksmärchen («Каталог турецького народного оповідання») Вольфрама Еберхарда та Пертева Наілі Боратава обидва вчені визначили цикл оповідань, який вони класифікували як TTV 102, «Die Traube I» («Виноград — версія I») із 31 зареєстрованим варіантом. Ці казки можна порівняти з міжнародною казкою типу АТУ 432 «Принц як птах».
Німецькі фольклористи Отто Шпіс і Манфред Гессен стверджували, що цей тип казки був «широко поширений» в арабомовних регіонах, хоча й з іншими мотивами.

## Список казок
- Синій птах
- Принц-канарка
- Три сестри (казка)
- Зелений лицар
- Перо Сокола-Фініста
- Принц Собур
- Віяло Терпіння
- Зеленувата пташка
- Сокіл Піпірісті